# Квинан (Новая Шотландия)
Квинан (англ. Quinan)—  небольшая французская акадийская деревня в округе Ярмут, Новая Шотландия, находящаяся примерно в тридцати километрах от города Ярмут и насчитывающая около 320 жителей.

## История
В XVIII и XIX веках община называлась «Форкс» или «Таскет Форкс» из-за реки Таскет, проходящей через деревню и простирающейся в трех ответвлениях: Верхний Таскет, Нижний Таскет и Квинан.
15 мая 1885 года община провела открытое собрание и единогласно проголосовала за изменение названия своей общины на Квинан в честь отца Джона Дж. Квинана, римско-католического священника, который служил приходским священником с 1860 по 1867 год.
Ежегодно, в течение Дня труда в сентябре, община приглашает людей со всего света на ежегодный пикник с такими мероприятиями, как бинго и аттракционы.
Квинан хорошо известен своими охотничьими и рыбацкими местами. В деревне побывали многие известные люди, например бейсболист Бейб Рут.
За последнее десятилетие Квинан стал известен широкомасштабными наводнениями. 3 апреля 2003 года произошло первое за более чем сорок лет наводнение. 8-12 ноября 2010 года, в Квинане снова произошло сильное наводнение, за короткое время выпало более трёхсот миллиметров осадков.